# Estación Antártida Argentina
La Estación Antártida Argentina es una estación de ferrocarril ubicada en la ciudad de Rosario, Provincia de Santa Fe, Argentina, en el barrio Fisherton, en el oeste de la ciudad, más precisamente en el Bv. Morrison 8197, casi calle Wilde.

## Servicios
La estación era una parada intermedia de la línea que comenzaba en la Estación Rosario Central. El viaje entre la estación terminal hasta Fisherton demandaba 15 minutos (un viaje similar en ómnibus actualmente requiere 45 minutos). Luego de abandonar Fisherton, en la periferia del área urbana de Rosario, la línea seguía hacia el oeste con destino a la ciudad de Córdoba. En el período 1935–1940, inmediatamente después de la "época dorada" de los ferrocarriles argentinos, por esta estación pasaban 100.000 pasajeros por año.
El 5 de agosto de 2022 fue reinaugurada y funciona en el servicio metropolitano Rosario Norte - Cañada de Gómez.

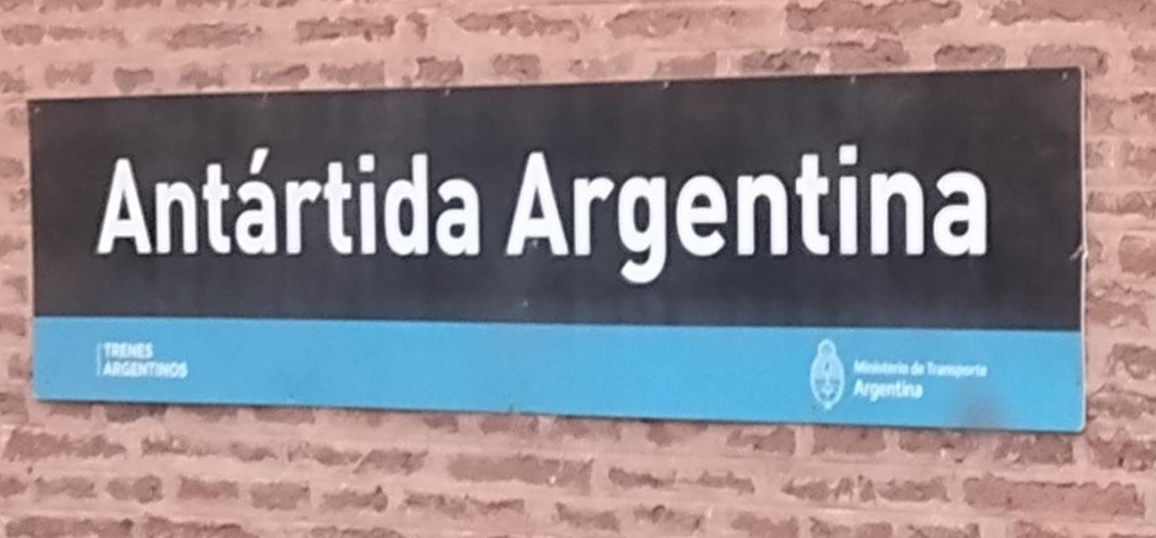
Cartel institucional de Trenes Argentinos en la estación Antártida Argentina

## Ubicación
La estación se encuentra en la intersección de la Avenida Morrison y la calle Wilde. El ferrocarril y la estación, originalmente llamada Estación Fisherton, fue construida por la compañía Ferrocarril Central Argentino de capitales británicos, en la década de 1890. El vecindario, originalmente construido para alojar a los trabajadores de la compañía ferroviaria, creció alrededor de la estación.

## Historia
En 1888 el Ferrocarril Central Argentino adoptó dos medidas concomitantes e importantes para el futuro nacimiento y desarrollo del barrio Fisherton. La primera es el tendido de una doble vía entre la estación terminal Rosario Central y la estación Tortugas, para poder encauzar más cómodamente el creciente tráfico de trenes. La segunda y fundamental medida es la construcción de una estación intermedia entre las de Ludueña y Funes, para que sirviera de retén de convoyes cuando el tráfico ferroviario hacia el puerto fuera (especialmente en época de cosecha) de gran intensidad. En 1890 la estación Fisherton aparece ya en planillas de horarios y frecuencias de trenes de pasajeros. De a poco y en especial a partir de 1909 cuando se urbanice con método residencial la zona en torno a la estación, el poblamiento tendrá una impronta de empleados jerárquicos y funcionarios de origen anglosajón, del Ferrocarril Central Argentino que con sus familias allí se irán estableciendo, algunos en casas de fin de semana, otros en forma permanente. En 1918 la estación será el lugar donde finalice la línea 14 Bis de tranvías (renominada en los años 30 como línea 17).

### La nacionalización
En 1948 el gobierno de Juan Domingo Perón nacionalizó la red de ferrocarriles, fusionando varias líneas. La estación cambió su nombre a Estación Antártida Argentina, y quedó bajo el control del Ferrocarril General Bartolomé Mitre.

### Clausura
En 1977 se eliminó la mayoría de los servicios de trenes de pasajeros del país, clausurándose esta estación. El edificio quedó abandonado.
La estación se restauró en la década de 1990, con modificaciones que fueron criticadas, por ejemplo la remoción de una capa de ladrillos protectora, que podría reducir drásticamente la vida útil del edificio.
Las instalaciones quedaron a cargo de la empresa Nuevo Central Argentino. En 2007, el edificio funciona como centro cultural vecinal.

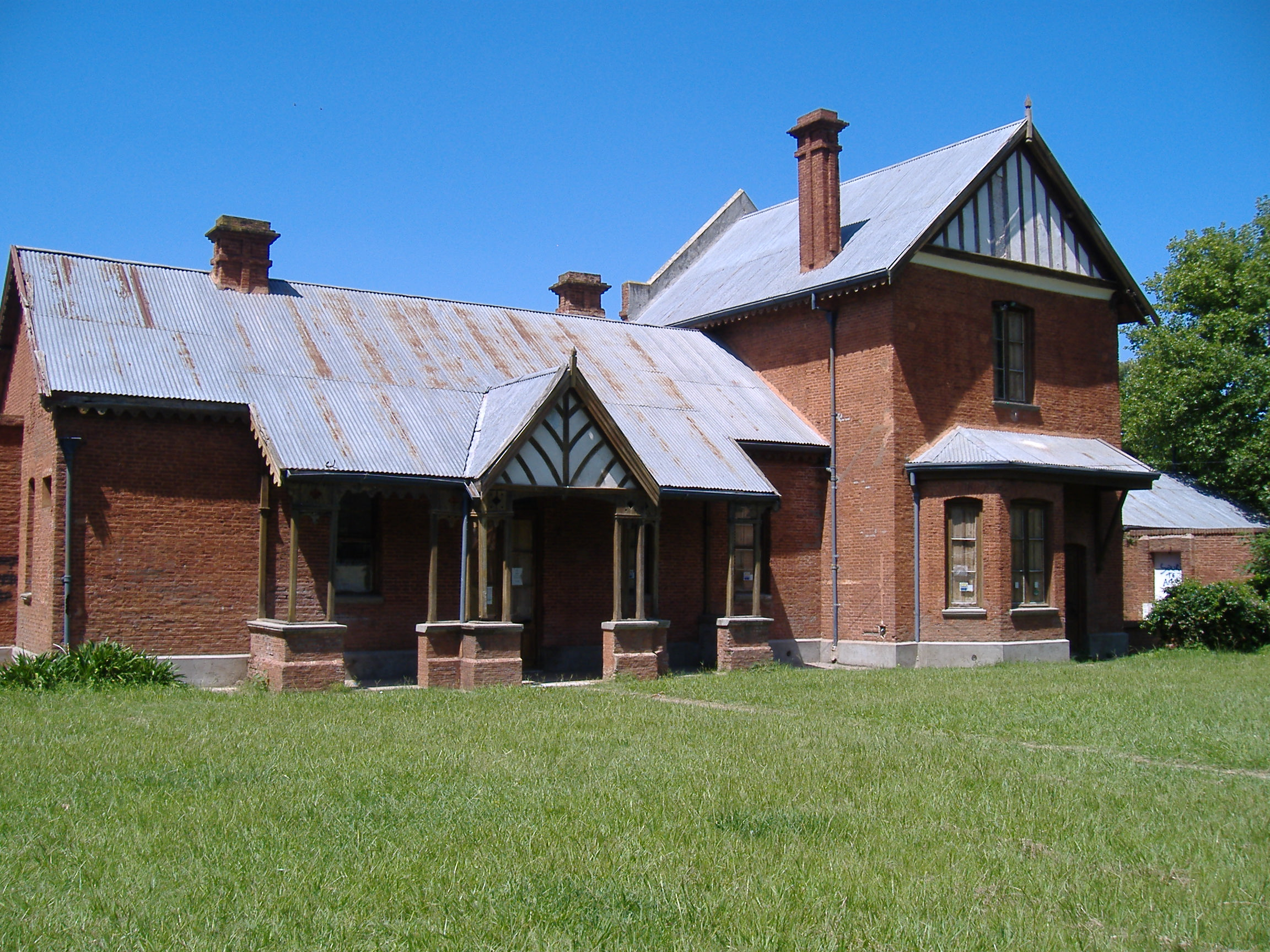
La parte trasera de la estación.

### Reapertura para el servicio de pasajeros
El 5 de agosto de 2022 fue reinaugurada a 45 años de su clausura tras la vuelta del servicio metropolitano, operado por Trenes Argentinos Operaciones.